# Philoponella subvittata
Philoponella subvittata is een spinnensoort in de taxonomische indeling van de wielwebkaardespinnen (Uloboridae).
Het dier behoort tot het geslacht Philoponella. De wetenschappelijke naam van de soort werd voor het eerst geldig gepubliceerd in 1981 door Opell.